# Anna Dyvik
Anna Dyvik (31 dicembre 1994) è una fondista svedese.

## Biografia
In Coppa del Mondo ha esordito l'11 gennaio 2016 a Stoccolma (51°) e ha ottenuto il primo podio il 18 dicembre 2016 a La Clusaz (3ª). Ai Mondiali di Lahti 2017, suo esordio iridato, si è classificata 27ª nella sprint e ai XXIII Giochi olimpici invernali di Pyeongchang 2018, sua prima presenza olimpica, si è classificata 12ª nella sprint; ai XXIV Giochi olimpici invernali di Pechino 2022 si è piazzata 17ª nella sprint.

## Palmarès

### Mondiali juniores
- 2 medaglie:
  - 1 oro (staffetta a Val di Fiemme 2014)
  - 1 bronzo (inseguimento a Val di Fiemme 2014)

### Coppa del Mondo
- Miglior piazzamento in classifica generale: 30ª nel 2022
- 1 podio (a squadre):
  - 1 terzo posto